# 효부 동래정씨 정려
효부 동래정씨 정려는 충청남도 아산시 신창면에 있다. 2006년 3월 7일, 아산시의 향토문화유산 제5호로 지정되었다.

## 개요
정려는 동-서 방향으로 뻗은 구릉의 78부 능선에 넓은 구역을 설정하고 정·측면 1칸의 규모로 건립하였다. 지금의 정려는 2002년 중수 한 모습으로서, 양회와 막돌을 이용하여 방형의 기단을 구축하고 높은 팔각 주초석을 놓고 그 위에 원주를 세웠다. 홍살은 목재로 하여후면을 제외한 삼면의 하방 위에 설치하였다후면은 전체를 회벽으로 처리하였다. 가구양식은 초익공 계통으로 하였고, 처마는 겹처마이며, 지붕은 맞배지붕이다. 측면에는 박공널 밑으로 중방의 위치까지 부채꼴 형태의 방풍판을 설치하였다. 정려의 안에는 명정 현판(1736년, 196×36㎝)과 정려 중수기(1934년, 115×33㎝), 효부정려략기(2002, 115×41㎝) 및 행장비(2002년, 58×160×28㎝, 총 높이 190㎝)가 있다. 명정현판은 후벽의 맨 위에 걸어 놓았는데 내용은 ‘孝婦宣略將軍行宣傳官吳道彬之妻令人東萊鄭氏之閭 丙辰年 月 日 命旌’이라 하여 1736년(영조 3년)에 명정이 내렸음을 알 수 있다. 명정 현판의 바로 아래에는 정려중수기를 걸어 놓았는데 내용을 요약하면 '영조 12년에정려를 하사받은 이래 후인들의 귀감이 되었는데 불행하게도 1875년(고종 12) 을해 7월에있었던 태풍으로 인하여 파괴된 것을 1934년 6월 15일 후손 오한영을 중심으로 중수' 하였음을 기록하고 있다.